# Gustavo Lazzaretti de Araújo
Gustavo Lazzaretti de Araújo (*Curitiba, Paraná (Estado), Brasil, 9 de marzo de 1984), futbolista brasileño. Juega de defensa y su actual equipo es el Água Santa.

## Clubes
| Club                | País                   | Año             |
| ------------------- | ---------------------- | --------------- |
| J.Malucelli         | Brasil                 | 1999-2003       |
| Chelsea FC B        | Inglaterra             | 2003            |
| Botafogo            | Brasil                 | 2004            |
| Udinese Calcio      | Italia                 | 2005-2006       |
| Treviso FC          | Italia                 | 2006            |
| Atlético Paranaense | Brasil                 | 2006-2009       |
| Vitória SC          | Portugal               | 2009-2010       |
| Atlético Paranaense | Brasil                 | 2010            |
| Al-Sharjah          | Emiratos Árabes Unidos | 2010-2011       |
| Atlético Paranaense | Brasil                 | 2011            |
| Ponte Preta         | Brasil                 | 2012-2013       |
| J.Malucelli         | Brasil                 | 2014-2015       |
| Portuguesa          | Brasil                 | 2015            |
| Água Santa          | Brasil                 | 2016 - presente |